# Teatr Wielki i Łódź
Teatr Wielki i Łódź ligger ved Dąbrowskis plads og er byens største teater. Det specialiserer sig i opførelsen af operaer, operetter og balletforestillinger. Teateret blev grundlagt i 1967 og hører til Polens vigtigste operascener. Det har opført over 240 premiereforestillinger. 
Teatr Wielki har realiseret værker af både klassiske og moderne komponister (blandt andet Tsjajkovskij, Mozart, Verdi, Wagner og Penderecki) til stor succes blandt publikum og kritikere. Flere verdenskendte artister har optrådt her, som Victoria de Los Ángeles, Andrea Bocelli, Fedora Barbieri, Nicolai Gedda eller Wiesław Ochman.
Teaterbygningen er Polens næststørste operahus efter Teatr Wielki i Warszawa og samtidig et af Europas største, med 1070 siddepladser. 
Teatr Wielki er også kendt for, at organisere internationale teaterfestivaler, særligt Łódzkie Spotkania Baletowe, hvor verdens fremmeste balletensembler deltager.

## Eksterne Henvisninger
- Teaterets hjemmeside

51°46′23.58″N 19°28′11.55″Ø / 51.7732167°N 19.4698750°Ø